# Dina Cocea
Dina Cocea (* 27. November 1912 in Bukarest; † 28. Oktober 2008 ebenda) war eine rumänische Schauspielerin.

## Biografie
Die Tochter des Schriftstellers Nicolae Cocea und der Schauspielerin Floricăi Mille absolvierte ein Schauspielstudium in Paris und gab dort 1934 ihr Theaterdebüt. In ihrem Heimatland gab sie ihr Debüt im Januar 1935 am Theater Comedia von Bukarest im Theaterstück Adevăratul Iacob von George Timică in der Rolle der Tänzerin Yvette.
Ebenfalls 1934 gab sie ihr Debüt als Filmschauspielerin in der Komödie von Reinhold Schünzel La jeune fille d'une nuit an der Seite von Käthe von Nagy und Adele Sandrock. 1939 folgte ihr erster Auftritt in Rumänien als Filmschauspielerin im Film O noapte de pomină. In den folgenden Jahrzehnten folgten Filme wie
- Neamul Șoimăreștilor (1964),
- Cantemir (1973),
- Ștefan cel Mare (1974), und
- Iancu Jianu haiducul (1980).

Ihren letzten Filmauftritt hatte sie 1992 in Atac în bibliotecă. Daneben spielte sie weiterhin am Theater und galt in der Theaterwelt als Königin des rumänischen Theaters.
Neben ihrer aktiven Schauspieltätigkeit war sie zwischen 1952 und 1962 Dekanin der Fakultät für Theaterwissenschaften der Universität Bukarest. Während dieser Zeit war sie auch mehrfach Repräsentantin Rumäniens bei internationalen Kongressen der UNO und der UNESCO. Für ihre Verdienste um das Schauspielwesen wurde ihr 2001 ein Ehrendoktortitel der Nationaluniversität der Theater- und Filmkunst „Ion Luca Caragiale“ verliehen.